# (400238) 2007 HS66
(400238) 2007 HS66 es un asteroide perteneciente al cinturón de asteroides, descubierto el 22 de abril de 2007 por el equipo del Mount Lemmon Survey desde el Observatorio del Monte Lemmon, Arizona, Estados Unidos.

## Designación y nombre
Designado provisionalmente como 2007 HS66.

## Características orbitales
2007 HS66 está situado a una distancia media del Sol de 3,100 ua, pudiendo alejarse hasta 3,318 ua y acercarse hasta 2,883 ua. Su excentricidad es 0,070 y la inclinación orbital 14,56 grados. Emplea 1994,34 días en completar una órbita alrededor del Sol.

## Características físicas
La magnitud absoluta de 2007 HS66 es 16.